# Славія (Київ)
«Славія» (Київ)  — український жіночий футбольний клуб з Києва. Заснований у 2003 року. У 2003—2004 роках виступав у Вищій лізі України.

## Історія
Футбольний клуб «Славія» засновано 2003 року в Києві. У 2003 році жіноча команда виступала у Вищій лізі, посіла останнє п’яте місце у 2-й групі. Наступного сезону знову виступав на найвищому рівні, але після першого туру команда знялася та зайняла підсумкове 9-е місце. Зараз клуб займається підготовкою молоді.

## Клубні кольори, форма, герб, гімн
| Білий | Червоний |

Клубні кольори — білий та червоний. Футболісти зазвичай грають свої домашні матчі в білих футболках, червоних шортах та білих шкарпетках.

## Досягнення
- Вища ліга України
  - 5-те місце (1): 2003 (2-го група)

## Структура

### Стадіон
Свої матчі команда проводить на стадіоні «Академмістечко», який вміщує 1 тисячу глядачів й розташований на бульварі Академіка Вернадського, 32.

### Дербі
- «Спарта» (Київ)